# ジュデコン
株式会社ジュデコン（正式名称: 株式会社ジュ・デテストゥ・レ・コンコンブル、英: jedeconn co., ltd.）は、東京都世田谷区に所在する、日本のエージェントである。

## 沿革
- 2015年設立

## 所属タレント
2023年3月16日時点での公式サイトの記載による。
- 吹越満
- 三浦涼介
- 橋本全一
- 森かなた
- 石川啓介
- 諸橋コウタ
- 大力
- 神谷リク
- 広田レオナ